# 1830 au Canada
Pour un article plus général, voir Chronologie du Canada.
Cet article traite des événements qui se sont produits durant l'année 1830 au Canada.

## Événements

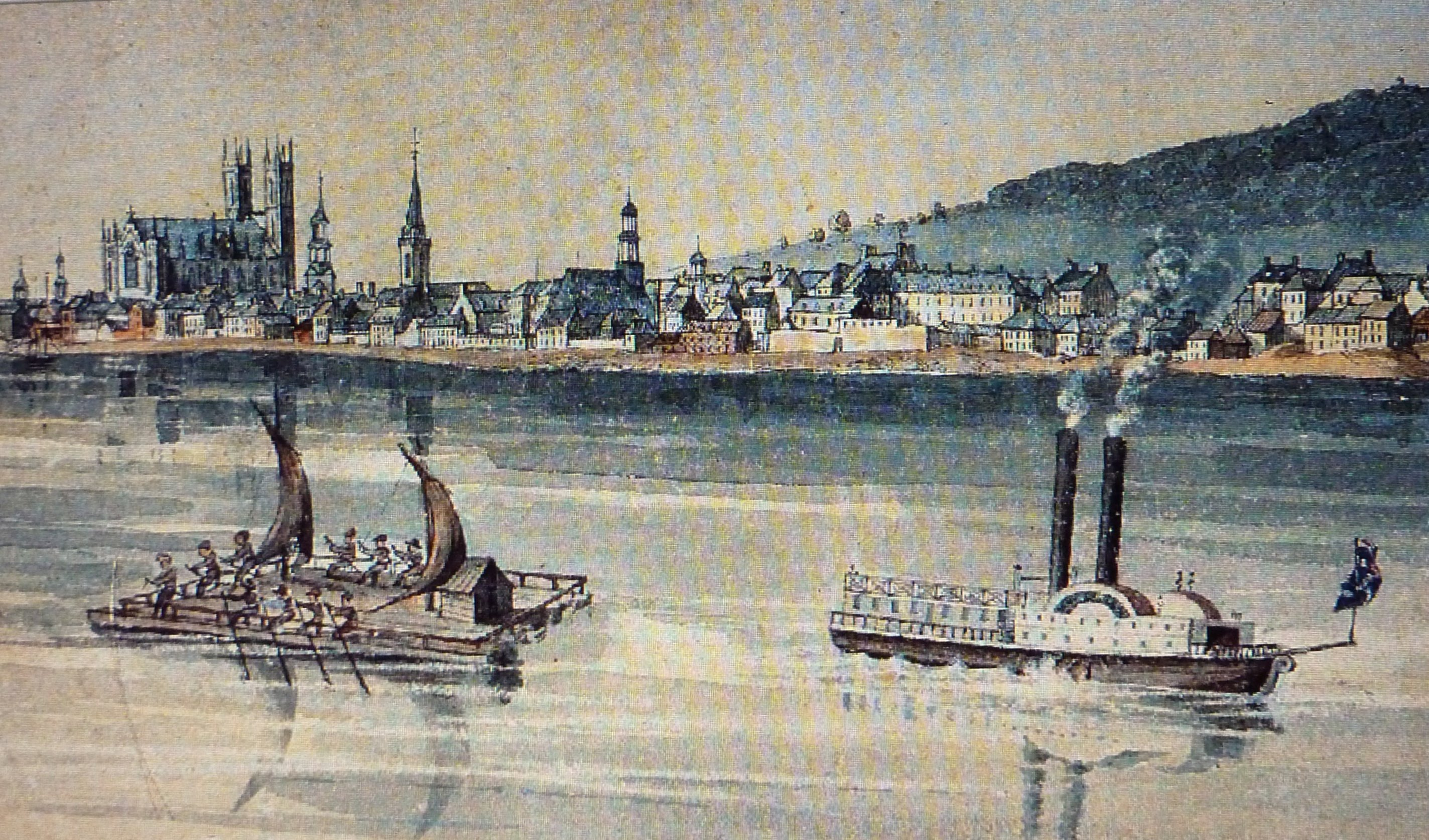
Montréal vers 1830. Depuis l'île Sainte-Hélène. À l'avant plan, un bateau à vapeur avec un radeau de billot.

- 26 juin : Guillaume IV (roi du Royaume-Uni) devient roi du Royaume-Uni et de ses colonies.
- Majorité tory à l’Assemblée du Haut-Canada.
- Fondation de l'Association loyale d'Orange du Canada au Haut-Canada.
- Mise en place de la 14e assemblée générale de la Nouvelle-Écosse (en).

### Exploration de l'Arctique
- John Ross atteint l'Île du Roi-Guillaume qu'il croit à ce moment être une péninsule.

## Culture
- Premier recueil de poésie canadienne Épîtres, satires, chansons, épigrammes, et autres pièces de vers  de Michel Bibaud.

## Naissances
- 15 avril : Méron Tremblay. († 16 avril 1900)
- 23 mai : John Walsh (évêque).
- 12 juillet : Joseph Hébert, postillon de la côte nord du Québec.
- 7 août : Thomas White (homme politique), politicien et journaliste.
- 28 décembre  : Thomas-Étienne Hamel (personnalité religieuse) († 16 juillet 1913)

## Décès
- 28 janvier: James O'Donnell, architecte.
- 24 juin: François Blanchet (médecin), médecin et politicien.